# Un pulcino nella stoppa
Un pulcino nella stoppa (The Mollycoddle) è un film muto del 1920 diretto da Victor Fleming e interpretato da Douglas Fairbanks, Wallace Beery e Ruth Renick. Venne girato in gran parte in Arizona, nella riserva indiana Hopi.

## Trama

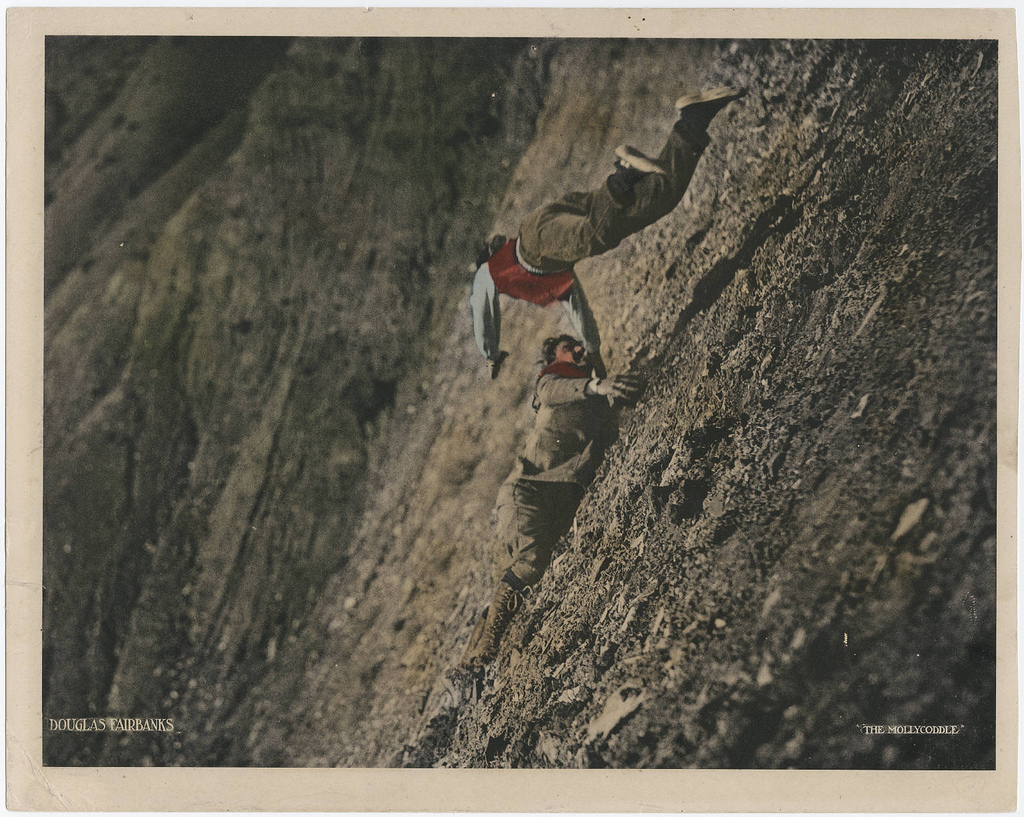
Una scena del film

Richard Marshall, un giovanotto viziato che ha sempre vissuto nella bambagia, come un pulcino nella stoppa, incontra a Montecarlo un suo connazionale, Henry Van Holkar, in crociera su uno yacht. In realtà, Van Holkar è un contrabbandiere di diamanti e i suoi scagnozzi, credendo che Richard sia una spia, lo buttano in acqua, cercando di farlo affogare. Il giovane si salva e segue i contrabbandieri fino in Arizona. Lì, Van Holkar scopre che la vera spia è, invece, Virginia Hale, una dei membri del suo gruppo. Il contrabbandiere decide così di far fuori tutta la squadra, eliminando pericolosi testimoni. Provoca una frana che potrebbe uccidere tutti ma Richard, all'erta, corre in loro soccorso, salvando la ragazza e gli altri membri della gang. Ingaggiata una lotta con Van Holkar, ne esce vincitore, mentre l'avversario si ammazza cadendo da un precipizio. Richard, alla fine, non solo dimostra di non essere un mollaccione occhialuto, ma conquista anche la ragazza.

## Produzione
Il film fu prodotto dalla Douglas Fairbanks Pictures e costò poco meno di mezzo milione di dollari.
Venne girato in Arizona, nella Riserva Indiana Hopi e, nel film, appaiono anche alcuni indiani, tra i quali il capo Eagle Eye, che avrebbero proseguito la loro carriera a Hollywood e che qui fecero il loro debutto sullo schermo. Durante le riprese, Fairbanks si ferì a una mano mentre si esibiva a cavallo in una delle sue famose scene senza controfigura, storcendosi il polso. Così, per le ultime scene, le più pericolose, preferì ricorrere a uno stuntman. Non se ne accorse nessuno e il film fu un altro grande successo del divo del muto.

## Distribuzione
Distribuito dall'United Artists, il film uscì nelle sale cinematografiche statunitensi il 13 giugno 1920, mentre arrivò in Italia nel dicembre del 1924. Il copyright, richiesto dalla Douglas Fairbanks Pictures Corp., fu registrato il 15 giugno 1920 con il numero LP15296.
Copie complete della pellicola sono conservate negli Archives Du Film Du CNC di Bois d'Arcy, nella Bulgarska Nacionalna Filmoteka di Sofia, nella Cinémathèque Suisse di Losanna, al Gosfilmofond di Mosca, negli archivi del Filmmuseum di Amsterdam, dell'Academy Film Archive di Beverly Hills, del George Eastman House di Rochester e del Museum of Modern Art di New York.
Il film è stato pubblicato in DVD (NTSC) il 2 dicembre 2008 dalla Flicker Alley in una versione di 85 minuti.